# Sérénade aux nuages
Pour plus de détails, voir Fiche technique et Distribution.
Sérénade aux nuages est un film français réalisé par André Cayatte sorti en salle le 6 mars 1946.

## Synopsis
Pour prendre de vraies vacances, Silvio, chanteur en vogue, part avec l'état-civil de son valet de chambre. Le hasard du voyage le conduit dans un château dont le propriétaire aux abois recherche un trésor enfoui. Sylvio se fait passer pour le neveu du jardinier qui l'héberge. Un jour, son imprésario le rejoint, se faisant passer pour un radiesthésiste attendu. Finalement, Sylvio doit avouer sa véritable identité. Il épousera la jeune fille de la maison, Gracieuse, après avoir renfloué les finances de son futur beau-père.

## Fiche technique
- Réalisation : André Cayatte
- Scénario : André Cayatte et Richard Pottier
- Dialogues : Jacques Natanson
- Décors : Georges Wakhevitch
- Directeur de la photographie : Charlie Bauer
- Musique : Vincent Scotto
- Montage : Christian Gaudin
- Coproduction : UDIF
- Pays :  France
- Langue : français
- Genre : Comédie musicale
- Durée : 103 minutes
- Date de sortie : 
  - France : 6 mars 1946
- Affiches : Jacques Bonneaud, Boris Grinsson (France)
- Affiche : Boris Grinsson (France)

## Distribution
- Tino Rossi : Sylvio, un chanteur en vogue qui réside incognito chez un châtelain
- Jacqueline Gauthier : Gracieuse, la fille du châtelain dont s'éprend Sylvio
- Jacques Louvigny : L’imprésario de Sylvio
- Noël Roquevert : Le comte Fabrice, un châtelain ruiné, le père de Gracieuse
- Pierre Larquey : Le jardinier du château
- Clairette : la postière du village
- Camille Guérini
- Maurice Teynac
- Maximilienne : Mademoiselle Anaïs
- Paul Demange
- Henri Arius
- Gerlatta
- Guy Decomble
- Luce Fabiole
- Alexandre Fabry
- Pierre Latour